# T-Seven
Judith Hildebrandt (Bremen, 26 de octubre de 1976), conocida mundialmente por su nombre artístico T-Seven, es una cantante y locutora alemana.
Ganó popularidad y éxito masivo a lo largo de los años 1990 como la artista principal de Mr. President, banda alemana de eurodance. Su seudónimo proviene de su pasión por la música techno y la ropa de los años 1970.

## Biografía
Desde niña fue bailarina de ballet y siguiendo los pasos de su madre, bailarina de ballet clásico, ingresó en la Royal Dance Academy a la edad de cinco años.
En su adolescencia se volcó a la danza moderna y bailes latinoamericanos. Logró su primer éxito a los 14 años, como bailarina del proyecto techno Satellite 1, de los DJs Kai Matthiesen y Jens Neumann.
En junio de 1998 apareció junto a Lady Danii, su compañera de banda, en la portada de Playboy Alemania.
Desde 2006 dirige su programa de radio «Soundcheck» en Energy Bremen. En 2011, protagonizó un episodio de The Perfect Celebrity Dinner.
Aficionada a la equitación, desde 2023 trabaja como profesora y entrenadora de jockeys.

## Carrera
Con la banda Satellite 1, integrada por su compatriota Lady Danii y el rapero británico Delroy Rennalls, actuó en discotecas de toda Alemania. El sencillo Enterprise Techno se usó como música de fondo para los avances de televisión de Star Trek: la serie original en Alemania durante 1991 y el sencillo Young Indy se convirtió en el tema musical de la serie animada Las aventuras del joven Indiana Jones en 1992.
En 1994 la banda pasó a llamarse Mr. President, el grupo se realineó: T-Seven comenzó a tomar lecciones de canto y después de cantar Tom's Diner de la estadounidense Suzanne Vega en una prueba de sonido, su interpretación vocal fue tan bien recibida que se convirtió en la voz principal. Ese año la banda lanzó su sencillo Up'n Away, que los catapultó a la fama.
En 1996 el grupo publicó su mayor éxito: Coco Jamboo, al que le siguió la participación en Love Message y la consagración internacional. Junto a Mr. President vendió millones de discos y recibió numerosos premios musicales.

### Solista
Después del álbum Space Gate, T-Seven dejó la banda en febrero de 2000 y comenzó una carrera en solitario. En marzo lanzó el sencillo Without You (I Won't Fall Asleep Tonight) en colaboración con Marvin McKay. En marzo de 2001 publicó su primer sencillo en solitario; Hey Mr. President, que fue producido por Thomas Anders. Esto fue seguido en septiembre por el segundo sencillo: Passion y en 2003 por el sencillo Copa Cabana.
En 2006 se presentó con su proyecto musical Lunanovala en el Internationale Funkausstellung Berlin e interpretaron Let the Music Play; canción de la estadounidense Shannon.
Publicó una versión country de How Much Is the Fish? de la banda Scooter. Desde 2014 presenta en sus conciertos éxitos de los años 1990 en versiones unplugged.